# Zibo
Zibo (en chino, 淄博; pinyin, Zībó) es una ciudad con estatus de prefectura en la región central de la provincia de Shandong de la República Popular China. Limita al oeste con la provincia capital de Jinan, al sudoeste linda con Laiwu y Tai'an, hacia el sur se encuentra Linyi, al este la provincia de Weifang, al noreste Dongying, y la provincia de Binzhou al norte. Ubicada en la mitad de la provincia, es un importante punto de transporte y comercio.
La ciudad de Zibo, también es conocida como el histórico estado de Qi, el cual poseía la ciudad más populosa jamás vista hace 2000 años atrás. Pu Songling (1640 - 1715), el famoso escritor de cuentos de la dinastía Qing, es una de las numerosas celebridades nacidas y criadas en esta antigua pero moderna ciudad. Como es el lugar de nacimiento de la cultura Qi, y debido a sus abundantes recursos naturales, la ciudad de Zibo es un excelente destino turístico de China. La Industria Manufacturera ocupa un importante lugar dentro de la economía de la ciudad y gracias a su enorme capacidad de producción ha tenido impacto también en la economía nacional desde la creación de la nueva China industrializada. Muchas personas asocian a Zibo con el centro industrial de la producción de cerámicas chinas.
Zibo también es el lugar del nacimiento del ancestral equipo de fútbol “Cùjú”, que según la FIFA, fue una de las primeras versiones conocidas de este deporte.
Zibo goza de ser la Famosa Ciudad Industrial, capital de la Producción Base de Cerámica y también como “Ciudad de la Industria Petroquímica”. Después de cien años de desarrollo, Zibo tiene una base industrial sólida. Los sectores predominantes son: la industria petroquímica, farmacéutica, metalurgia, materiales de construcción, maquinaria y textiles, etc.
Cuenta con industrias de “Alta tecnología”, que usan “nuevos materiales”, química compleja, electrónica e informática, además se están desarrollando rápidamente la fabricación de medicamentos biológicos.
Según el reporte de “Competitividad Global de Ciudades 2007/2008” publicado por la Academia China de Ciencias Sociales, Zibo fue una de las 20 principales ciudades del mundo que disfrutaron de un rápido crecimiento económico entre 2001 y 2005.
De acuerdo a la Revista “Panorama Oriental” (Oriental Outlook Magazine) Issue No.1, 2009, Zibo posee el ranking n.º 1 en la lista de ciudades con precios razonables de bienes raíces en China; también es la n.º 2 en la lista de ciudades con mayor seguridad del bien público.

## Administración
La ciudad Prefectura de Zibo se divide en 5 distritos, 1 ciudad municipal y 3 condados.
- Distrito Zhangdian (张店区)
- Distrito Zichuan (淄川区)
- Distrito Boshan (博山区)
- Distrito Linzi (临淄区)
- Distrito Zhoucun (周村区)
- Ciudad Zibo (淄博市)
- Condado Huantai (桓台县)
- Condado Gaoqing (高青县)
- Condado Yiyuan (沂源县)

## Historia
Zibo, fue la capital del estado de la antigua Qi, el estado más próspero durante la era dorada del periodo de los Reinos Guerreros durante más de 2.000 años en China. Huan, gobernante de Qi, nombrado por Guan Zhong, el famoso pensador y economista, como su primer ministro, aprobó los pensamientos de Guan y sus políticas para administrar su país, promover la reforma del sistema económico y desarrollar las relaciones con otros estados, y después de varias decenas de años, Qi se convirtió en el estado más fuerte debido a su fuerza económica y militar, y fue nombrado como el "estado de los mil carros" y "jefe de los cinco estados más fuertes". La cultura y la educación son las empresas más desarrolladas en Qi. Tanto la poesía y la música fueron de muy alto nivel. El distrito de Linzi fue su capital durante 638 años, y fue la ciudad más grande de Oriente.
Como la cuna de la cultura Qi, Zibo tiene un buen número de lugares de interés cultural escénicos. Es la ciudad nacional de historia y cultura, y en el distrito de Linzi, están las ruinas de la antigua ciudad de Qi, con un hoyo para enterrar a los caballos y carros funerarios y otras famosas reliquias culturales y sitios históricos, que se han descubierto y desenterrado. Todos ellos ejemplifican el pasado de la prosperidad del Estado de Qi. La antigua ciudad de Qi, es una de las primeras de una serie de edificaciones con estatus de protección de las reliquias culturales; es por ello rica en reliquias culturales y sitios históricos de interés, y por lo tanto, ha ganado el título de “Museo Bajo Tierra”.

## Geografía
Zibo está en el centro de la provincia de Shandong, vecina al monte Tai hacia el sur y el costeada al norte por el río Amarillo. También está rodeada por varias ciudades turísticas costeras, Qingdao, Yantai, y Weihai en el este, y la ciudad capital de la provincia, Jinan, al oeste.
Zibo está situada en una zona de transición entre la zona montañosa de Shangdong central y la zona del norte de la llanura China. Hacia el sur está rodeada por cerros de tamaño medio, mientras que el centro es más montañoso. El territorio al norte desciende hasta una planicie. La relación entre las montañas, las colinas y la llanura es del 42%, 29,9% y 28,1% respectivamente.
Con el río Yihe proveniente de la zona montañosa del sur y del río Amarillo que fluye a través de la zona norte, la ciudad cuenta con recursos hídricos relativamente abundantes. La reserva operativa de las aguas subterráneas es 1,24 toneladas/día.

## Clima
Zibo está situada en una zona entre cálida y templada, y tiene un clima entre semi-húmedo y continental seco. Al igual que otras grandes ciudades en el norte de China, Zibo tiene cuatro estaciones bien diferenciadas. Enero y julio son, respectivamente, el mes más frío y más caluroso durante el año. Zibo disfruta de 180 a 220 días sin heladas, y el promedio de horas anuales de sol es de 2542,6 a 2832,6. El promedio anual de precipitaciones en Zibo es de 25,2 pulgadas (640,5 mm).
| Parámetros climáticos promedio de Zibo                          | Parámetros climáticos promedio de Zibo | Parámetros climáticos promedio de Zibo | Parámetros climáticos promedio de Zibo | Parámetros climáticos promedio de Zibo | Parámetros climáticos promedio de Zibo | Parámetros climáticos promedio de Zibo | Parámetros climáticos promedio de Zibo | Parámetros climáticos promedio de Zibo | Parámetros climáticos promedio de Zibo | Parámetros climáticos promedio de Zibo | Parámetros climáticos promedio de Zibo | Parámetros climáticos promedio de Zibo | Parámetros climáticos promedio de Zibo |
| Mes                                                             | Ene.                                   | Feb.                                   | Mar.                                   | Abr.                                   | May.                                   | Jun.                                   | Jul.                                   | Ago.                                   | Sep.                                   | Oct.                                   | Nov.                                   | Dic.                                   | Anual                                  |
| --------------------------------------------------------------- | -------------------------------------- | -------------------------------------- | -------------------------------------- | -------------------------------------- | -------------------------------------- | -------------------------------------- | -------------------------------------- | -------------------------------------- | -------------------------------------- | -------------------------------------- | -------------------------------------- | -------------------------------------- | -------------------------------------- |
| Temp. máx. media (°C)                                           | 3                                      | 6                                      | 12                                     | 20                                     | 25                                     | 29                                     | 30                                     | 29                                     | 25                                     | 20                                     | 12                                     | 5                                      | 18                                     |
| Temp. mín. media (°C)                                           | -7                                     | -4                                     | 1                                      | 8                                      | 14                                     | 18                                     | 22                                     | 20                                     | 15                                     | 8                                      | 1                                      | -5                                     | 7.6                                    |
| Fuente: Monthly Averages for Zibo, CHN MSN Weather Jul31st,2009 |                                        |                                        |                                        |                                        |                                        |                                        |                                        |                                        |                                        |                                        |                                        |                                        |                                        |

## Demografía
Según las estadísticas, a finales de 2006, había 4.181.260 de personas viviendo en Zibo, de los cuales 2.102.819 eran hombres y 2.078.441 mujeres. La proporción de sexos es 101,17.

La tasa de muertos de 2006 es de 5,92 ‰, mientras que la tasa de natalidad es un poco más alta, cercana al: 8,81 ‰. Es decir que la tasa de crecimiento natural de la población de ese año es del 2,90 ‰. El área tenía, en 2006, una densidad de población de 704,15 habitantes por kilómetro cuadrado.
Como la mayoría de las ciudades de China, la principal población es de origen nacional, y aquí no es la excepción. El cuarto censo a nivel nacional muestra que más de un 99 por ciento de la población total son de origen han de China. Además, hay también 44 minorías radicadas en Zibo, huis, manchúes, mongoles y coreanos, etc. Los mongoles y manchúes son los dos únicos grupos minoritarios que tienen más de 1000 personas. La ciudad de Jinling Huis, que se encuentra en el cruce de Zhangdian y Linzi, en una de las cuatro ciudades con nombre de una minoría étnica en la provincia de Shandong.
En 2008, el ingreso per cápita disponible de los residentes urbanos fue de 17.629 yuanes, un 11,2%. El ingreso per cápita disponible de la población rural es 7.364 yuanes, un 13,9%. Los coeficientes de Engel, que refleja la estructura de consumo y el nivel de los residentes urbanos y rurales de China es del 32,1% y 35,6% respectivamente.

## Cultura

### Cerámica artística
El Bo shan conocido como porcelana de color, es un producto maravilloso, proveniente de la provincia de Shan Dong. La historia de la producción del esmalte de colores de Bo Shan es muy larga y aún más conocida. En la época de Hong Wu de la dinastía Ming, los funcionarios del emperador crearon una "fábrica" para producir porcelanas de colores para las familias imperiales, tales como la "cortina de azul y verde". Al final de la Dinastía Ming, la gente ya trabajaba normalmente con esmaltes y vidrios de color, logrando grandes producciones diarias. En la época de Jingtai había cuatro grandes hornos en las calles de Xi Yejie para producir esmaltado de colores. Durante y después del período de Jiajing, el esmalte de color fue usado en productos tales como la fabricación de “luz de perlas”, cortina de perlas, adornos de cama y ganchos para mosquiteros entre otras aplicaciones. Muchos de estos trabajos fueron hechos por los maestros de Bo Shan y poco a poco formaron la porcelana de color comercial característica de China. En 1617 (año de la 46 ª Wan Li), algunas personas dirigidas por Sun Yanshou empezaron a organizar el gremio de la porcelana de color, que fue la primera organización de la ciudad de Yanshan. Los productos de cerámica y porcelana de color redundaban en un activo mercado de transporte y comercio hacia Pekín y al sur de China, además de sus ventas locales.

### Deporte
En 2004, el presidente de la FIFA, Joseph Blatter, visitó Zibo para celebrar el 100 aniversario de la FIFA. La FIFA desde entonces ha reconocido a la ciudad como el lugar de nacimiento de fútbol.

## Economía
La Ruta de la Seda, próspera a través de las dinastías Han y la  Tang, es la vía de intercambio económico y cultural entre Oriente y Occidente más famosa de la historia de China. Como resultado de la investigación textual, la zona de Shandong, con Zibo como su centro, fue el principal lugar de abastecimiento de seda en ese momento, y fue uno de los orígenes de la "Ruta de la Seda". Hoy, Zibo, tanto como productor de seda, como de artículos de moda y productos textiles, sigue siendo un lugar importante en todo el país y goza de gran reputación en el mercado, tanto en China como en el extranjero.
Zibo abunda en recursos naturales. Más de 50 tipos de reservas minerales han sido encontradas y el carbón, hierro, bauxita, arcilla, caliza química, cerámica de barro, etc. son el principal lugar de origen en la provincia de Shandong, debido a sus grandes reservas, de alto grado, y amplia distribución.
La parte norte de Zibo es abundante en petróleo y gas natural.
La ciudad fue inicialmente establecida como una ciudad minera, pero ahora está en proceso de modernización tecnológica y de transformación del desarrollo industrial. Hace pocos años atrás, alrededor de 2002 o antes, a causa de la alta contaminación producida por la gran proporción de instalaciones de industria pesada, Zibo pagó un alto precio tanto económicamente como ambientalmente. Posteriormente, el gobierno de la ciudad tomó medidas para mejorar el cuidado del medio ambiente. Pequeñas minas de carbón y fábricas químicas fueron cerradas, mientras que a todas las plantas grandes se las obligó a instalar sistemas para el tratamiento de aguas residuales y de dispositivos para conseguir controlar la emisión de gases y polvo. Hoy en día Zibo dipone de una de las tres primeras plantas municipales de tratamiento de aguas residuales que con el agua tratada alcanza el nivel de grado “A1” según la "aprobación de la gestión integrada de aguas residuales estándar" GB8978 de 1996.
El aire es ahora ampliamente reconocido, como de mucha mejor calidad.
En 2008, el valor total de la producción industrial de Zibo alcanzó los 532 mil millones de yuanes RMB. Después de cien años de desarrollo, Zibo tiene una base industrial sólida. Desde 1992, Zibo siempre ha sido una de las 50 ciudades de China con mayor fuerza global. En 2008, su PIB fue de 231,7 mil millones de yuanes RMB, apenas por debajo de Qingdao, Yantai, Jinan y Weifang dentro de la provincia. La relación entre la agricultura, la industria y el sector servicios fue del 3,5%, 64,8% 31,7%, que indican que la ciudad todavía tiene mucho que hacer para reajustar su estructura industrial.

## Transporte
Como un importante centro de tráfico de la provincia de Shandong, Zibo disfruta de un cómodo transporte. La línea Jiaoji, el ferrocarril Zhangbo, las líneas ferroviarias de Zidong y Xintai, forman una cruz en Zibo, mientras que la autovía de Jiqing y la vía Binlai Expressway forman otra cruz. El centro de Zibo está a sólo 70 km del Aeropuerto Internacional de Jinan, a 210 km de distancia del Aeropuerto Internacional de Qingdao y a 260 km del Puerto de Qingdao. Cada distrito y condado tiene conexiones con una autopista. En el Edificio Nacional de Comercio ubicado sobre la autopista Liuquan de Zhangdian, se ofrecen servicios de andenes para autobuses hacia el aeropuerto y se puede obtener una tarjeta de embarque (exchaged) con un boleto.

### Ferrocarril
Existen unas 37 estaciones de ferrocarril funcionando entre grandes y pequeñas hoy en día. La estación de tren de Zibo, situada en la ferrovía de Jiaoji, es una de las más concurridas estaciones de ferrocarril en la provincia de Shandong. Desde el 1 de julio de 2009, la estación de tren de Zibo cuenta con 103 servicios de trenes al día. Si usted toma una unidad múltiple, en la estación de trenes de Zibo, sólo le llevará 1 hora llegar a Jinan, 2 horas a Qingdao y 4 horas a Pekín.

### Autopistas y Carreteras sin peaje
- Jiqing Expressway va al oeste de Jinan a través de Zibo a Qingdao.
- Binlai Expressway comienza a partir de Binzhou. Cruza la autopista Jiqing al noroeste del centro de Zhangdian y hacia el sur a Laiwu.
- Carretera Nacional 309 comienza en Rongcheng, en el Estado de Shandong y termina en Lanzhou, prov. de  Gansu, aunque también da enrutamiento a 6 provincias más. Tiene una longitud total de 2.208 kilómetros.
- Carretera Nacional 205 comienza en Shanhaiguan, provincia de Hebei y tiene una terminal en la Cantón, con una longitud de 3160 kilómetros. Esta pasa por 8 provincias.

### Tránsito Masivo
El transporte masivo de personas en la región es proporcionada por los servicios de autobús. Más de 2.500 autobuses diésel o a GNC, entre grandes y medianos, proveen más de 250 recorridos. Con una tarjeta de viajes "Qikatong", en autobús, en el centro de la ciudad, un pasajero podría obtener un descuento del 10% al 40%. Ahora Zibo está en proceso de reestructuración de su sistema de transporte público, orientada a la gestión intensiva de mayor eficiencia y un servicio más profesional.

## Educación
Zibo, es reconocida a nivel nacional como una "avanzada ciudad estimulante a través de la ciencia y la tecnología", "modelo de ciudad cultural" y "área de tecnologías intensivas". Dentro de los límites de la ciudad, hay 443.000 estudiantes de 1.º a 9.º grado, distribuidos en 379 escuelas primarias y 169 escuelas secundarias (datos de 2008), y forma parte del sistema de enseñanza obligatoria del sistema, que pertenece a un sistema de educación nacional. Los distritos escolares se dividen de acuerdo a los dos barrios y a los distintos distritos administrativos. El número de escuelas secundarias es de 42.
Hay 14 instituciones de educación superior, entre ellas, sólo la Universidad Tecnológica de Shandong y el Colegio Médico Wanjie son capaces de conferir el título de bachiller. Además, también hay carreras de posgrado en la Universidad Tecnológica de Shandong. El sistema educativo de Zibo ofrece más de 30 carreras claves principales, incluyendo mecánica, electrónica, informática, biología, ciencia en farmacología, industria textil y de moda, y logística, y puede proporcionar un plantel profesional a las empresas locales de más de 30.000 técnicos especializados en distintas disciplinas cada año.

## Ciudades hermanas
Zibo tiene cuatro ciudades hermanas:
- Bratsk, Federación Rusa
- Erie, Pensilvania, Estados Unidos
- Gwangju, Corea del Sur
- Velikiy Novgorod, Federación Rusa